# Мазури (Городецкий сельсовет)
Мазури́ (бел. Мазуры) — деревня в Кобринском районе Брестской области Белоруссии. Входит в состав Городецкого сельсовета.
По данным на 1 января 2016 года население составило 25 человек в 18 домохозяйствах.

## География
Деревня расположена в 31 км к северо-востоку от города Кобрина, в 9 км к северо-востоку от станции Городец и в 75 км к востоку от Бреста.
На 2012 год площадь населённого пункта составила 1,03 км² (103 га).

## История
Населённый пункт известен с 1563 года как урочище Мозырь в составе села Углы. В разное время население составляло:
- 1999 год: 48 хозяйств, 75 человек;
- 2005 год: 39 хозяйств, 54 человека;
- 2009 год: 35 человек;
- 2016 год[2]: 18 хозяйств, 25 человек;
- 2019 год[1]: 34 человека.